# Archibald Thomas Pechey
Archibald Thomas Pechey, né le 26 septembre 1876 à Londres en Angleterre et mort le 29 novembre 1961 à Wells, est un écrivain britannique. Sous le nom de plume Mark Cross, il est auteur de roman policier, mais parolier sous celui de Valentine.

## Biographie
Son pseudonyme Valentine, inspiré par la famille de sa mère, les Valentin, d'importants distillateurs londoniens, lui permet de signer les paroles de plusieurs opérettes au début du XXe siècle, ainsi que des nouvelles et poèmes sentimentaux dans la presse.
À partir de 1922, toujours sous le pseudonyme de Valentine, il fait paraître des nouvelles qui racontent les aventures rocambolesques des Adjusters (justiciers), une organisation secrète d'amateurs qui se vouent à la lutte contre les criminels qui ont échappé à la justice. Le groupe est composé de Daphne Wrayne, une jeune fille sportive de la bonne société, flanquée de ses quatre justiciers : Sir Hugh Williamson, un ancien explorateur du continent africain ; James Treviller, un séduisant jeune aristocrate ; Martin Everest, un viril avocat, et Alan Sylvester, un acteur de talent.
De 1934 à 1961, Archibald Thomas Pechey publie, sous le pseudonyme de Mark Cross, 46 romans ayant pour héroïne Daphne Wrayne et les Four Adjusters.

## Œuvre

### Romans signés Mark Cross

#### SérieDaphne Wrayne and the Four Adjusters
- The Shadow of the Four (1934)
- The Grip of the Four (1934)
- The Hand of the Four (1935)
- The Way of the Four (1936)
- The Mark of the Four (1936)
- The Four Strike Home (1937) Publié en français sous le titre Les Quatre frappent juste, Paris, R. Simon, coll. « Police-secours » (1939)
- Surprise for the Four (1937)
- The Four Make Holiday (1938) Publié en français sous le titre Le Crime de Passington, Paris, Éditions Rouff, coll. « La Clé » no 16 (1939)
- The Four Get Going (1938)
- Challenge to the Four (1939)
- The Four at Bay (1939)
- It Couldn't Be Murder (1940)
- Find the Professor (1940)
- How Was it Done? (1941)
- Murder in the Pool (1941)
- The Mystery of Gruden's Gap (1942)
- The Green Circle (1942)
- Murder as Arranged (1943)
- Murder in the Air (1943)
- Murder in Black (1944)
- The Mystery of Joan Marryat (1945)
- The Secret of the Grange (1946)
- The Strange affair at Greylands (1948)
- Missing from His Home (1949)
- Other Than Natural Causes (1949)
- On the Night of the 14th'' (1950)
- Who Killed Henry Wickenstrom (1951)
- The Jaws of Darkness (1952)
- The Black Spider (1953)
- The Circle of Freedom (1953)
- Murder Will Speak (1954)
- The Strange Case of Pamela Wilson (1954)
- Over Thin Ice (1955)
- In the Dead of Night (1955)
- The Best Laid Schemes (1955)
- The Mystery of the Corded Box (1956)
- When Thieves Fall Out (1956)
- Desperate Steps (1957)
- When Danger Threatens (1957)
- Foul Deeds Will Arise (1958)
- Not Long to Live (1959)
- Third Time Unlucky (1959)
- Wanted for Questioning (1960)
- Once Too Often (1960)
- Once Upon a Crime (1961)
- Perilous Hazard (1961)
- Titres originaux non renseignés
  - Le Bourreau invisible, Les Éditions de France, coll. « À ne pas lire la nuit » no 94 (1937)[1]
  - La Marche du fantôme, R. Simon, coll. « Police-secours » (1940)[2]
  -  Les Justiciers, R. Simon, coll. « Police-secours » (1940)[3]

### Nouvelles signées Valentine

#### SérieDaphne Wrayne and the Four Adjusters
- The Adjuster (1922)
- The Lightning Returns Co. (1927)
- The Drayton Square Murder (1927)
- Return of the Adjusters (1928)
- The Other Man (1928)
- The Wizard’s Safe (1928)
- An Exploit of The Adjusters: The Man Who Scared The Bank (1929)

#### Autres nouvelles
- The Handicap of Innocence (1919)
- Looking After Peggy (1921)
- Adventure (1921)
- The Little Red Dog (1921)
- David Wycherley Makes a Deal (1922)
- The Fourth Anniversary (1922)
- The Fifty-Fifty Cottage (1925)
- What Rosie Did (1928)
- Blackmail (1928)